# 水産試験場
水産試験場（すいさんしけんじょう）は、水産に関する研究を行う機関。
日本では、奈良県を除く46都道府県や市町村（市が運営する水産試験場は広島市と長崎市にある）、大学、研究機関・大規模な水産会社などが設置する。

## 全国の水産試験場

### 都道府県立
- 北海道立中央水産試験場
- 北海道立函館水産試験場
- 北海道立栽培水産試験場
- 北海道立釧路水産試験場
- 北海道立網走水産試験場
- 北海道立稚内水産試験場
- 青森県水産総合研究センター
- 岩手県水産技術センター
- 宮城県水産技術総合センター
- 秋田県水産振興センター
- 山形県水産試験場
- 山形県内水面水産試験場
- 福島県水産試験場
- 福島県内水面水産試験場
- 福島県水産種苗研究所
- 茨城県水産試験場
- 茨城県内水面水産試験場
- 栃木県水産試験場
- 栃木県なかがわ水遊園
- 群馬県水産試験場
- 千葉県水産総合研究センター
- 埼玉県水産研究所（旧:水産試験場）
- 東京都水産試験場（東京都島しょ農林水産総合センター）
- 神奈川県水産技術センター
- 富山県水産試験場
- 福井県水産試験場
- 山梨県水産技術センター
- 長野県水産試験場
- 静岡県水産技術研究所
- 岐阜県水産研究所
- 愛知県水産試験場
- 三重県水産研究所－獣医師を唯一配属させている[要出典]。
- 滋賀県水産試験場
- 京都府農林水産技術センター 海洋センター
- 大阪府環境農林水産総合研究所　水産技術センター
- 兵庫県農林水産技術総合センター　水産技術センター
- 和歌山県農林水産総合技術センター
- 鳥取県水産試験場
- 岡山県水産研究所
- 広島県立海洋技術センター
- 徳島県立農林水産総合技術支援センター水産研究所
- 香川県水産試験場
- 愛媛県農林水産研究所 水産研究センター
- 高知県水産試験場
- 福岡県海洋技術センター
- 長崎県総合水産試験場
- 熊本県水産研究センター
- 大分県農林水産研究指導センター 水産研究部
- 宮崎県水産試験場
- 鹿児島県水産技術開発センター

### 市立
- 鳥羽市水産研究所
- 広島市水産振興センター
- 長崎市水産センター
- 長崎市水産センター・高島事業所－民間委託

### 大学・研究機関立
- 京都大学舞鶴水産実験所
- 水産総合研究センター

## 廃止された水産試験場
台湾総督府水産試験場
1929年台湾各地の水産関連の試験場を台湾総督府水産試験場として統合。1933年基隆市社寮町（現・和平島）を本場とする。現在は台湾の行政院農業委員会水産試験所となっている。
樺太庁水産試験場
1918年樺太庁真岡支庁真岡郡蘭泊村に設置（大正7年勅令第191号）。1929年樺太庁中央試験所水産部に改編。1945年ソ連軍侵攻により機能停止。日本におけるイクラ製造の発祥。
南洋庁水産試験場
1937年コロール島に設置（昭和12年勅令第315号）。1945年敗戦に伴い機能停止。